# Gymnostomiella vernicosa
Gymnostomiella vernicosa är en bladmossart som beskrevs av Fleischer 1904. Gymnostomiella vernicosa ingår i släktet Gymnostomiella och familjen Pottiaceae. Inga underarter finns listade i Catalogue of Life.